# Adam Wiercioch
Adam Andrzej Wiercioch (ur. 1 listopada 1980 w Gliwicach) – polski szermierz, szpadzista, wicemistrz olimpijski, medalista mistrzostw świata i Europy.

## Życiorys
Był zawodnikiem Piasta Gliwice. W sezonach 2001–2004 walczył w lidze uniwersyteckiej NCAA w barwach Pennsylvania State University, zdobywając drużynowy tytuł mistrzowski w 2002. Trenował także w Levallois Sporting Club (2005–2006).
Wystartował na Igrzyskach Olimpijskich w 2008 w Pekinie w turnieju indywidualnym, zajmując 36. miejsce. Walczył też w turnieju drużynowym, zdobywając srebrny medal (nie wystąpił w walce finałowej z Francją). Zdobył także złoty medal mistrzostw Europy w Zalaegerszeg (2005) w drużynie, trzykrotnie uzyskiwał srebrny medal mistrzostw Europy w tej konkurencji (2002, 2004, 2006). Wywalczył również brązowy medal mistrzostw świata w Antalyi w drużynie w 2009.
W 2011 zakończył karierę sportową. Został przewodniczącym rady zawodniczej przy Polskim Związku Szermierczym, a także członkiem komisji zawodniczej Polskiego Komitetu Olimpijskiego.
Odznaczony Złotym Krzyżem Zasługi (2008).
W 2015 został członkiem honorowego komitetu poparcia Bronisława Komorowskiego przed wyborami prezydenckimi.